# Ononis ornithopodioides
Ononis ornithopodioides  es una especie de planta herbácea perteneciente a la familia de las fabáceas.

## Descripción
Es una hierba anual, que alcanza un tamaño de hasta de 30 cm de altura, erecta o ascendente. Tallos muy ramificadosen la base, peloso-glandulosos, con pelos no glandulíferos más largos que los glandulíferos y dispuestos en una línea. Hojas trifolioladas; estípulas parcialmente soldadas al pecíolo, con la parte libre triangular-lanceolada, casi entera; folíolos 3-15 x 2-12 mm, ovados, suborbiculares, obovados u oblongo-lanceolados,dentados, pubérulo-glandulosos. Inflorescencias axilares, con 1-2 flores, agrupadas en el ápice de los tallos, de modo que simulan constituir una inflorescencia en forma de racimo o panícula laxa; pedúnculo más corto o casi tan largo como la hoja correspondiente, erecto-patente o patente, con arista de 1-4 mm. Flores pediceladas, patentes en la antesis, péndulas después. Cáliz 7-8 mm, campanulado, peloso-glanduloso, con algunos pelos no glandulíferos largos; tubo 1,2-1,7 mm; dientes 5,5-6,5 mm, lineares, con 3 nervios. Corola de 7-8,5 mm,un poco más larga o más corta que el cáliz; estandarte glabro, amarillo; alas y quilla blancas o blanco-amarillentas. Fruto de 12-20 mm, exerto, subtoruloso, peloso-glanduloso, con 7-10 semillas; pico ± recto. Semillas (1,2)1,4-1,7 mm, subesféricas,tuberculadas, pardo-rojizas.

## Distribución y hábitat
Se encuentra en pastizales nitrificados, en litosuelos, roquedos y pedregales, sobre substrato calizo o margoso; a una altitud de 0-1000 metros, en la Región mediterránea. S y E de España y Baleares.

## Taxonomía
Ononis ornithopodioides fue descrita por Carlos Linneo (1691-1771) y publicado en Species Plantarum 2: 718. 1753.
Citología
Número de cromosoma de Ononis ornithopodioides (Fam. Leguminosae) y táxones infraespecíficos: n=16; 2n=32
Etimología
Ononis: nombre genérico del griego clásico utilizado por Plinio el Viejo para  una de las varias plantas del Viejo Mundo que tienen tallos leñosos, flores axilares de color rosa o púrpura y hojas trifoliadas con foliolos dentados.
ornithopodioides: epíteto latino que significa "similar a las patas de un pájaro"
Sinonimia
- Passaea ornithopodioides (L.) Adans.[6]